# Società Canottieri Sirio
La Società Canottieri Sirio è un'associazione a vocazione preminentemente ricreativa situata sulle sponde del lago Sirio nella città piemontese di Ivrea. Fondata nel 1887 per iniziativa di alcuni concittadini amanti del canottaggio, la società si è via via ingrandita, diventando un luogo di svago e un vero e proprio lido lacustre con una vasta gamma di servizi in cui figurano un ristorante, bar e attività sportive e di svago di terra e di lago all'aperto.

## Storia
La Società Canottieri Sirio nacque nel 1887 quando alcuni eporediesi appassionati di canottaggio desiderosi di avere un luogo nei pressi del lago Sirio dove tenere riparate le proprie imbarcazioni presero in affitto una casetta, nota in seguito come "chalet", dalla quale con un breve sentiero si giungeva alla riva del lago. Nel giro di quattro anni la Canottieri assunse dimensioni tali da consentirne la trasformazione in Società legalmente costituita. Si procedette quindi con l'acquisto dello stabile in cui aveva sede, avvenuto il 26 maggio 1911, giorno in cui l’Assemblea dei Soci approvò a larghissima maggioranza e con atto notarile l’acquisto dello stabile e la costituzione della Società che assume il nome di Società Canottieri Sirio con sede in Ivrea.
Negli anni seguenti la Società ebbe un sempre maggior seguito e vide sempre più ingrossate le file dei propri iscritti, cosa che permise anche l'ampliamento dell'offerta di servizi così come dei terreni sociali. Venne quindi messo a disposizione dei soci un salone, un ristorante con relativa cucina, un bar e, sulla riva del lago, un imbarcadero per ospitare le sempre più numerose barche.
Nel 1930 i soci erano oltre 600, un numero consistente se rapportato alla popolazione di Ivrea che ne fornisce la maggior parte. Vi si aggiungono poi soci anche dalle zone vicine alla città.
Tuttavia a partire da quell'anno i soci iniziarono a diminuire, probabilmente a causa delle crescenti restrizioni restrizioni alla vita civile e sociale imposte con la crescente militarizzazione della società. Con la fine della guerra e il ritorno alla democrazia la Società Canottieri riprende quindi la sua attività e rincomincia a crescere.
La Società va quindi incontro a un continuo processo di miglioramento della qualità dei propri servizi, attinenti ora, oltre all'attività nautica, anche a quella balneare e d'intrattenimento. Vanno ricordate ad esempio la sistemazione di una seconda casetta in riva al lago, nota come casetta Jona, a deposito di sedie, sdraio e attrezzi al piano terreno con il bar al primo piano, e le cabine che ricordano quelle di uno stabilimento balneare marino. Molta cura viene anche data agli spazi verdi e al giardino, che diventa luogo di riposanti letture e lieti conversari. Viene quindi iniziata la tradizione delle feste sociali di Capodanno, di Carnevale, di inizio e di chiusura della stagione estiva. Si creano inoltre parcheggi, dei campi da tennis, da calcetto, di bocce, da beachvolley e da pallacanestro, e si organizzano periodicamente dei tornei di giochi a carte, di biliardo e altri giochi di società.

## Galleria d'immagini

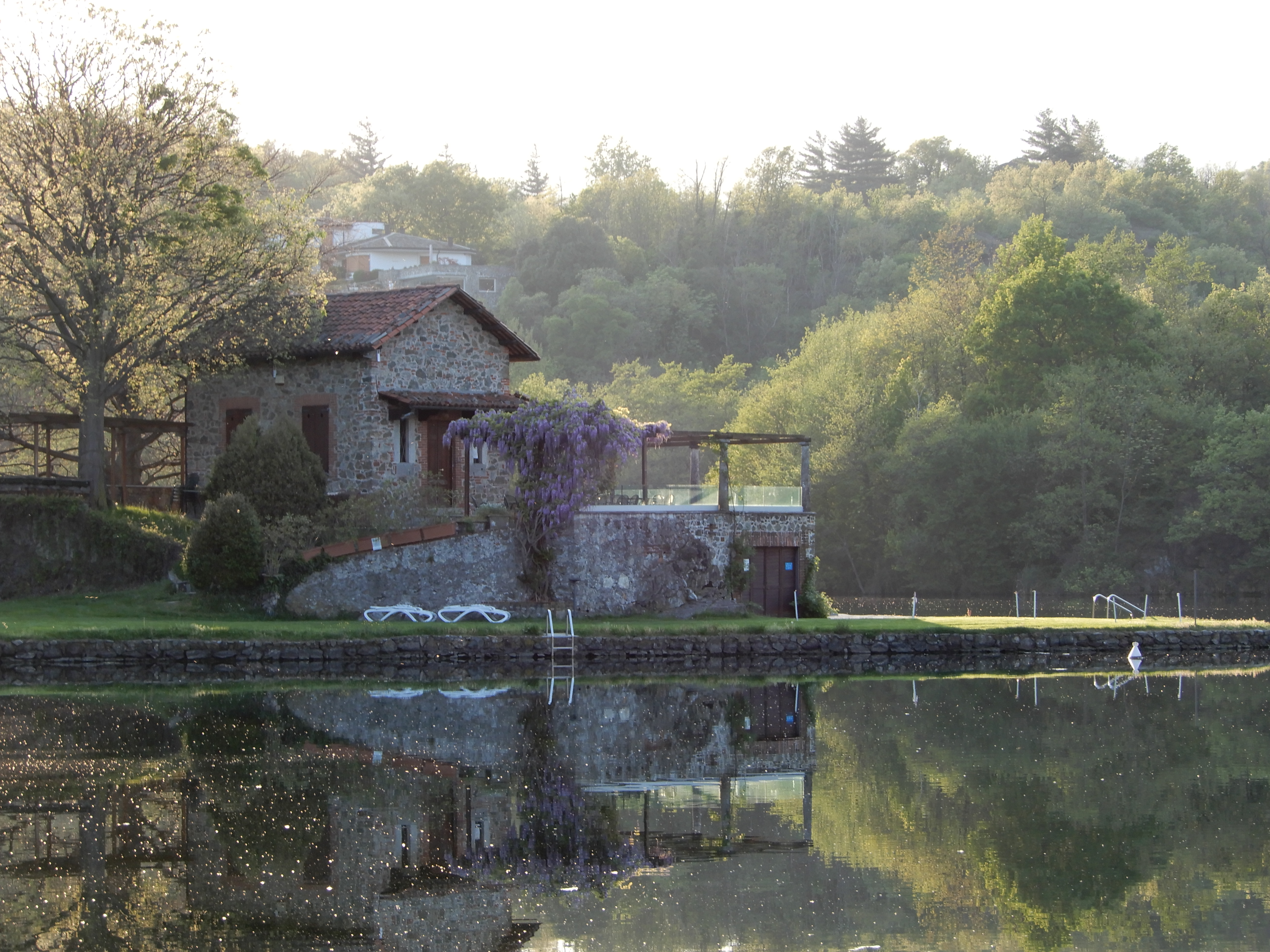
Scorcio sulla casetta Jona nel mese di maggio
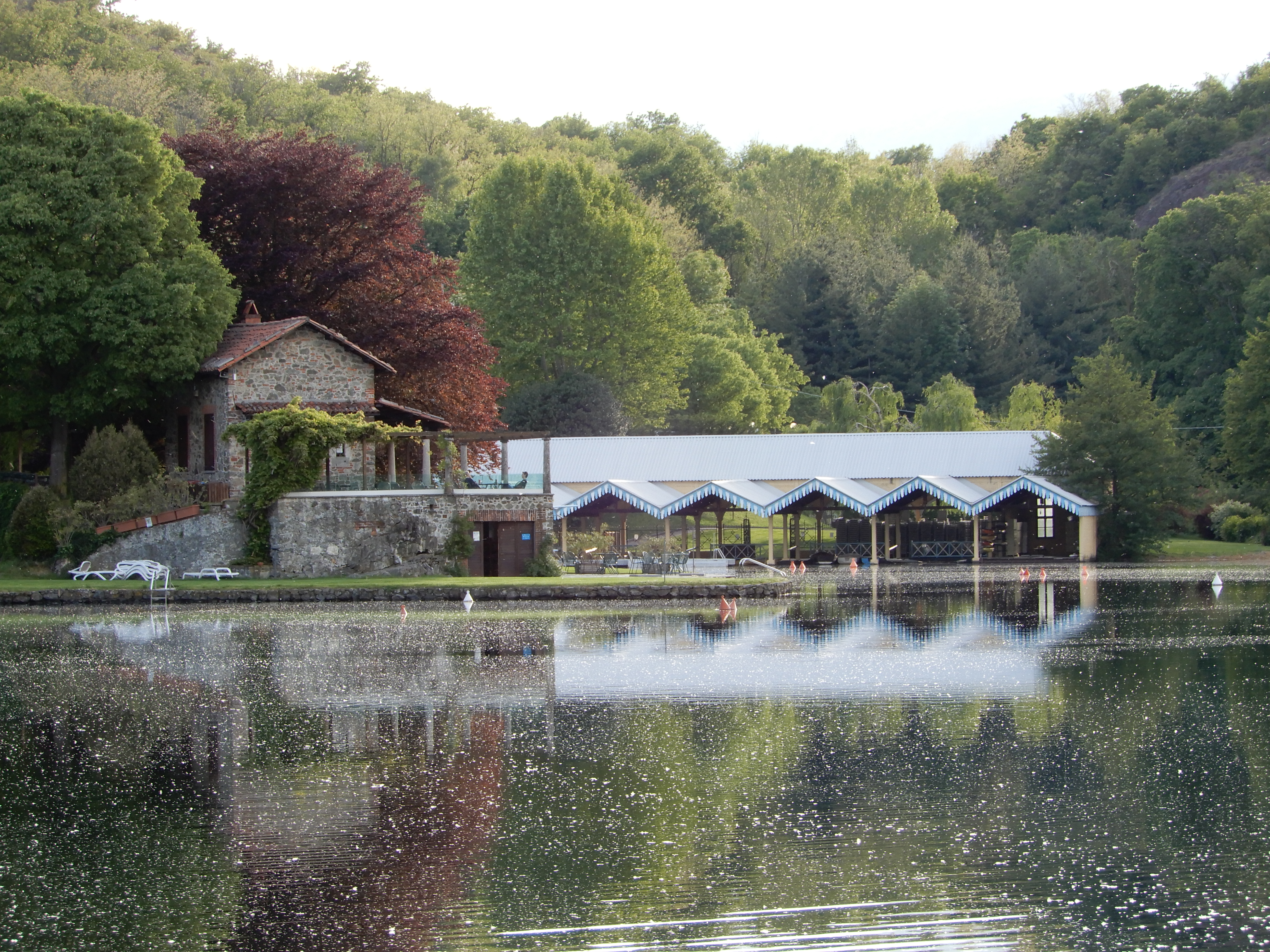
Scorcio sulla casetta Jona e sull'imbarcadero nel mese di giugno
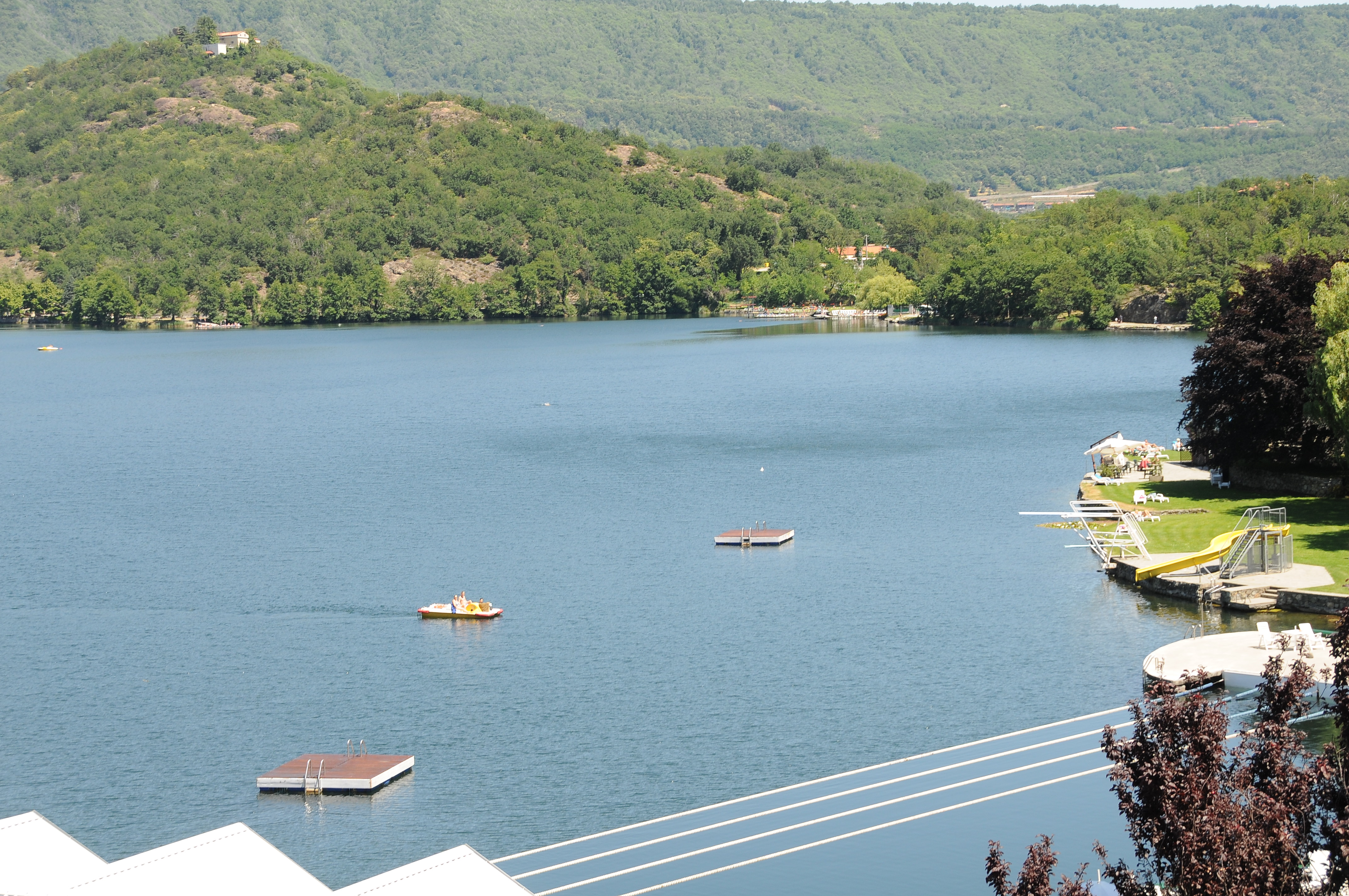
Vista sul lago dalla balconata del ristorante